# Terry Zwigoff
Terry Zwigoff (ur. 18 maja 1949 w Appleton w stanie Wisconsin) – amerykański reżyser, producent i scenarzysta filmowy.

## Życiorys
Jest synem żydowskiego farmera, który opuścił rodzinę i wyjechał do Chicago, gdy Terry miał pięć lat.
Pierwszy film Zwigoffa, muzyczny dokument Louie Bluie, wydany został w 1986 roku i opowiadał historię Howarda Armstronga (1909–2003) – popularnego muzyka bluesowego i członka orkiestry smyczkowej. Jego reżyseria przyniosła twórcy nominację do lauru Grand Juzy Prize podczas Sundance Film Festival '86. W roku 1994 powstał kolejny film dokumentalny – tym razem biograficzny Crumb. Spotkał się z aprobatą krytyków filmowych i został uhonorowany trzynastoma prestiżowymi nagrodami, w tym główną nagrodą jury w Sundance. Był to jeden z najbardziej dochodowych dokumentów w historii.
Prawdziwe uznanie w kręgu artystycznym Zwigoff zyskał w 2001 roku jako reżyser i scenarzysta komediodramatu Ghost World, opartego na kultowym komiksie Daniela Clowesa pod tym samym tytułem. Wystąpiły w nim hollywoodzkie sławy – Thora Birch, Steve Buscemi, Illeana Douglas, Brad Renfro i Scarlett Johansson, a sam film został nagrodzony między innymi statuetkami Independent Spirit, NYFCC i SDFCS. Był także nominowany do Oscara w kategorii najlepszy scenariusz adaptowany oraz do Złotego Globu za role Birch i Buscemiego.
Związek Zwigoffa z komiksem rozpoczął się w latach siedemdziesiątych, gdy przeprowadził się on do San Francisco i poznał undergroundowego grafika Roberta Crumba (przyszłego bohatera swojego filmu Crumb), który podzielał jego zainteresowanie przedwojenną amerykańską muzyką folkową. W wieku dwudziestu dwóch lat artysta nauczył się grać na wiolonczeli i mandolinie, by następnie dołączyć do grupy Crumba, R. Crumb & His Cheap Suit Serenaders. Obecnie jest członkiem tria instrumentalnego o nazwie The Excitement Boys.
Był żonaty z Missy Axelrod. Mieszka w San Francisco.

## Filmografia
- Louie Bluie (1986) – reżyseria, produkcja
- Crumb (1994) – reżyseria, produkcja
- Ghost World (2001) – reżyseria, scenariusz, autorstwo dwóch kompozycji na soundtrack
- Zły Mikołaj (Bad Santa, 2003) – reżyseria
- Akademia tajemniczych sztuk pięknych (Art School Confidential, 2006) – reżyseria